# Jean-Baptiste Louis Guy
Jean-Baptiste Louis Guy, né le 8 mars 1824 à Lyon où il est mort le 17 février 1888, est un peintre français.

## Biographie
Jean-Baptiste Louis Guy est le fils de Joseph Emmanuel Guy, capitaine d'armée à la naissance de son fils puis horloger à Lyon, et de Marie Élisabeth Honorine Caroline Reffay.
Élève de Claude Bonnefond et de Antoine Duclaux au Palais Saint-Pierre dans l'École des Beaux-Arts, il expose à Lyon dès 1840 et au Salon de Paris en 1868.
Après la guerre de 1870, il est nommé professeur à l'École des Beaux-Arts par le maire de Lyon Jacques-Louis Hénon.
Il meurt à l'âge de 63 ans.

## Œuvre
Il réalise pour le compte de l'hôpital de l'Antiquaille à Lyon, un album scientifique composé de 99 planches, au lavis et à l'aquarelle, de reproduction des maladies spéciales traitées dans cet hôpital.
Ses tableaux sont peints ou dessinés sur des sujets très variés comme des portraits, des paysages ou des natures mortes, mais aussi des animaux.
Dans un autre genre, Louis Guy joue Guignol au théâtre de ce nom à Lyon et devient modeleur en confectionnant des maquettes en cire pour ses tableaux d'animaux.